# زيجمونت هوبنر
زيجمونت هوبنر (بالبولندية: Zygmunt Hübner)‏ (و. 1930 – 1989 م) هو ممثل، وأستاذ جامعي، من بولندا، ولد في وارسو، توفي في وارسو، عن عمر يناهز 59 عاماً.

## جوائز
حصل على جوائز منها:
- نيشان بولونيا ريستيتوتا من رتبة فارس.

## وصلات خارجية
- زيجمونت هوبنر على موقع IMDb (الإنجليزية)
- زيجمونت هوبنر على موقع أول موفي (الإنجليزية)
- زيجمونت هوبنر على موقع قاعدة بيانات الأفلام السويدية (السويدية)
- زيجمونت هوبنر على موقع قاعدة بيانات الفيلم (الإنجليزية)